# Alexandra Shipp
Alexandra Shipp, född 16 juli 1991 i  Phoenix, Arizona, är en amerikansk skådespelare.
Shipp har bland annat medverkat i filmerna X-Men: Apocalypse från 2016, X-Men: Dark Phoenix från 2019, Tick, Tick... Boom! från 2021 och Barbie från 2023.

## Filmografi (i urval)
- 2016: X-Men: Apocalypse
- 2019: X-Men: Dark Phoenix
- 2021: Tick, Tick... Boom!
- 2023: Barbie
- 2023 – Kung Fury: The Movie
- 2023 – Anyone But You
- 2025 – Glenrothan